# Argentina (Santiago del Estero)
Argentina is een plaats in het Argentijnse bestuurlijke gebied Aguirre in de provincie Santiago del Estero. De plaats telt 49 inwoners.